# 翼茎草
翼茎草（学名：Pterocaulon redolens）为菊科翼茎草属的植物。分布在新喀里多尼亚岛、澳大利亚、印度尼西亚、菲律宾、印度、越南、老挝以及中国大陆的广东等地，一般生长在沙地上、低海拔旷野荒地及耐旱力强，目前尚未由人工引种栽培。